# Gymnotus tiquie
Gymnotus tiquie is een straalvinnige vissensoort uit de familie van de mesalen (Gymnotidae). De wetenschappelijke naam van de soort is voor het eerst geldig gepubliceerd in 2011 door Maxime, Lima & Albert.